# Rasha Kelej
Rasha Kelej (in arabo رشا قلج‎?; Alessandria d'Egitto, 1972) è una politica egiziana.
Nel 2020 è stata nominata al Senato della Repubblica egiziana. Ha lavorato per l'emancipazione delle donne e per migliorare l'accesso all'assistenza sanitaria in Africa e in altri paesi in via di sviluppo.

## Biografia
Kelej è nata nel 1972 ad Alessandria d'Egitto e si è laureata in farmacia presso l'ateneo cittadino. Ha iniziato a lavorare nell'industria farmaceutica nel 1994 ed è entrata a far parte di Merck KGaA nel 1996.
Ha sostenuto diverse iniziative come More than a Mother, volta a rompere lo stigma intorno all'infertilità e ad aiutare le donne sterili e senza figli in Africa. Ha formato specialisti della fertilità in paesi come Gambia, Sierra Leone, Guinea, Liberia, Ciad, Niger e Repubblica Centrafricana. La sua attività ha coinvolto diverse first lady di paesi africani.
Ha garantito l'istruzione degli operatori sanitari in diversi ambiti critici e poco serviti come l'oncologia, la cura del diabete, le cure cardiovascolari, respiratorie, la terapia intensiva, l'endocrinologia e la salute sessuale e riproduttiva attraverso i programmi della Fondazione Merck.
Nel 2019 è stata inclusa nell'elenco dei 100 africani più influenti stilato dal New African Magazine.

## Pubblicazioni
- Peccia, Tiziano, Rasha Kelej, Ahmed Hamdy, and Ahmed Fahmi. "A reflection on Public-Private Partnerships’ contribution to the attainment of Sustainable Development Goals.", Scienza e Pace - Università di Pisa, 8.1 (2017): Research Papers.
- Hamdy, Ahmed, Mohammed Kyari, Marie Johnson, Ahmed Fahmi, and Tiziano Peccia. "Towards Women participation in Scientific Research in Africa". Pubblicato dalla African Union Scientific, Technical and Research Commission (AU-STRC).